# Karl Ludwig
Karl Ludwig (14 maggio 1886 – 3 febbraio 1948) è stato un calciatore tedesco, di ruolo centrocampista.